# Елба (Њујорк)
Елба (енгл. Elba) град је у америчкој савезној држави Њујорк.

## Демографија
По попису из 2010. године број становника је 676, што је 20 (-2,9%) становника мање него 2000. године.
| Група             | 2000.       | 2010.       |
| Белци             | 656 (94,3%) | 591 (87,4%) |
| Афроамериканци    | 10 (1,4%)   | 7 (1,0%)    |
| Азијати           | 1 (0,1%)    | 0 (0,0%)    |
| Хиспаноамериканци | 23 (3,3%)   | 68 (10,1%)  |
| Укупно            | 696         | 676         |